# كوجي تاكاهاشي
كوجي تاكاهاشي (باليابانية: 高橋幸治) (و. 1935 – م) هو ممثل، من اليابان، ولد في توكاماتشي، نييغاتا.

## وصلات خارجية
- كوجي تاكاهاشي على موقع IMDb (الإنجليزية)
- كوجي تاكاهاشي على موقع ألو سيني (الفرنسية)
- كوجي تاكاهاشي على موقع أول موفي (الإنجليزية)
- كوجي تاكاهاشي على موقع قاعدة بيانات الفيلم (الإنجليزية)
- كوجي تاكاهاشي على موقع كينوبويسك (الروسية)